# Ledyard, Connecticut
Ledyard är en kommun (town) i New London County i delstaten Connecticut, USA. Vid folkräkningen år 2000 bodde 14 687 personer på orten. Den har enligt United States Census Bureau en area på totalt 103,6 km² varav 4,8 km² är vatten.